# Alexander Görlach

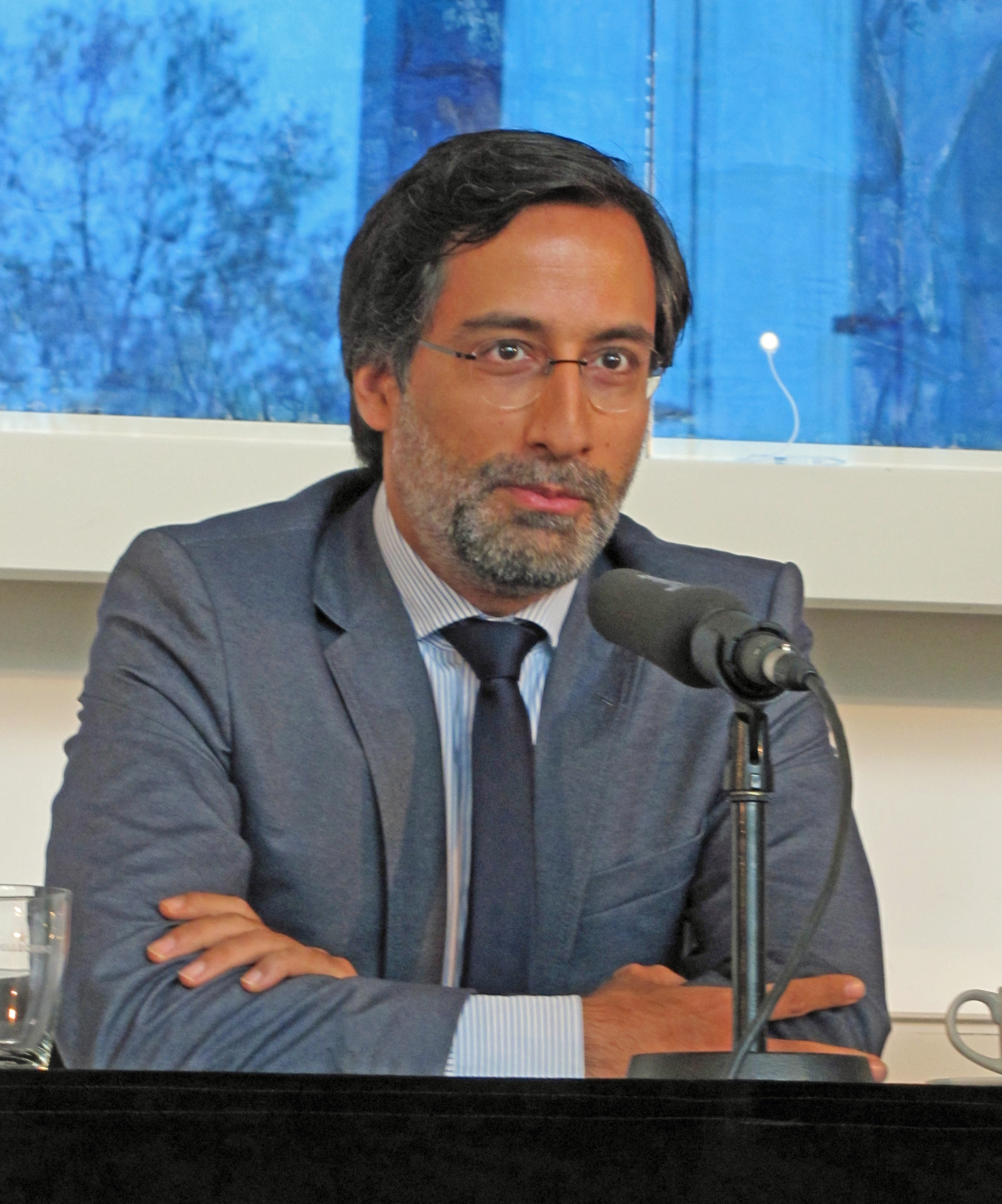
Alexander Görlach (2013)

Alexander Mathias Görlach (* 28. Dezember 1976 in Ludwigshafen am Rhein als Firat Kaya) ist ein deutscher Kolumnist, Buchautor, Demokratieforscher und Theologe.

## Leben
Alexander Görlach ist Sohn einer türkischen Mutter und eines deutschen Vaters. Er wurde im Alter von wenigen Monaten von einer deutschen Familie adoptiert. Görlach besuchte in Worms am Rhein das humanistische Rudi-Stephan-Gymnasium. Er ist römisch-katholischer Konfession. Görlach ist Mitglied der FDP.

### Studium
Nach bestandenem Abitur besuchte Görlach ab 1996 zunächst für zwei Jahre das Priesterseminar Mainz und verbrachte ein Freijahr in Rom. Anschließend studierte er als Stipendiat der Konrad-Adenauer-Stiftung an der Johannes Gutenberg-Universität Mainz, der Päpstlichen Universität Gregoriana in Rom sowie der islamischen Hochschule al-Azhar in Kairo Katholische Theologie und Philosophie (Abschluss als Diplom-Theologe) sowie Germanistik, Politik- und Musikwissenschaft (Abschluss als Magister artium). 2006 wurde er an der Ludwig-Maximilians-Universität München in Katholischer Theologie mit einer Arbeit zum Thema Der Heilige Stuhl im interreligiösen Dialog mit islamischen Akteuren in Ägypten und der Türkei (magna cum laude) sowie 2009 an der Universität Mainz zum Dr. phil. in Sprache und Politik-Forschung mit einer Arbeit zum Thema Der Karikaturen-Streit in deutschen Printmedien – eine Diskursanalyse promoviert.

### Tätigkeit als Journalist und Publizist
Von 1999 bis 2003 war Görlach beim ZDF in den Abteilungen Aktuelles und Kultur & Wissenschaft sowie den Redaktionen von heute, heute-journal, drehscheibe Deutschland und hallo Deutschland tätig. Ferner war er Reporter beim Hessischen Rundfunk und beim Südwestrundfunk (Rheinland-Pfalz Aktuell). Von 2003 bis 2005 arbeitete er als freier Autor für die deutsche Ausgabe des Osservatore Romano sowie Die Tagespost in Würzburg. Von 2005 bis 2006 war er freier Korrespondent der Tageszeitung Die Welt in Bayern.
Ab 2006 war Görlach stellvertretender Pressesprecher der CDU/CSU-Fraktion im Deutschen Bundestag. Später wurde er auch Mitglied der CDU. Ende 2006 wurde Görlach von BMW im Rahmen der PR-Kampagne Club of Pioneers für die redaktionelle Betreuung der Themen Nachhaltigkeit, Klimaschutz, alternative Energien und Antriebsformen engagiert. Von 2006 bis 2008 war Görlach Pressesprecher des Cartellverbands der katholischen deutschen Studentenverbindungen (CV), dem er über die Katholische Deutsche Studentenverbindung Rhenania-Moguntia zu Mainz im CV selbst als Mitglied angehört. Parallel dazu war Görlach von 2006 bis 2008 als redaktioneller Mitarbeiter in der Arbeitsstelle der Deutschen Bischofskonferenz in Frankfurt am Main zuständig für den Dialog mit dem Islam sowie von 2007 bis 2009 Vorstandsmitglied und Pressesprecher der Christoph Metzelder Stiftung. Von November 2007 bis Juli 2009 war er als Ressortleiter Online für Cicero – Magazin für politische Kultur tätig.

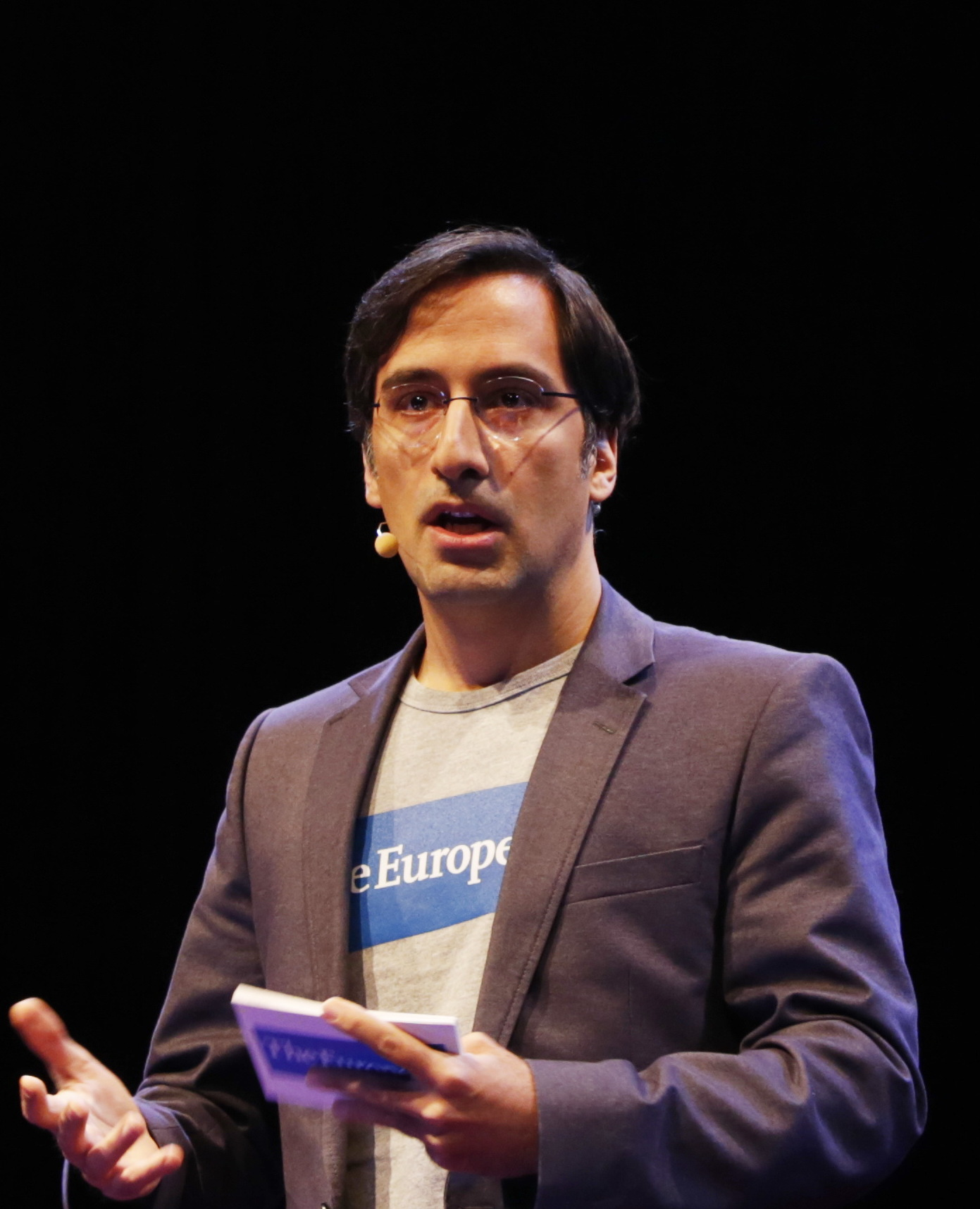
Görlach bei einem TEDx-Referat in Berlin (2012)

Von Herbst 2009 bis 2015 war Görlach Herausgeber und Chefredakteur des von ihm mitgegründeten Debatten-Magazins The European. Am 5. Dezember 2014 kaufte die Börsenmedien AG des Unternehmers Bernd Förtsch die Mehrheit an The European. Görlach behielt 15 Prozent der Unternehmensanteile und blieb Herausgeber und Chefredakteur. Ausgestattet mit Wachstumskapital möchte The European sowohl das Print-Magazin und die englische Online-Ausgabe des Magazins stärken. Ende Juli 2015 trat der neue Eigentümer Bernd Förtsch für das Magazin überraschend von allen Investitionszusagen zurück und entließ das gesamte Team. Görlach gewann daraufhin die in München ansässige Weimer Media Group, künftig The European herauszugeben. Görlach blieb auch in dieser Konstellation Herausgeber und Chefredakteur, folgte aber zugleich einer Einladung als Gastwissenschaftler an die Divinity School (theologische Fakultät) der US-amerikanischen Harvard University, um dort im Themenbereich Politik und Religion zu forschen. In diesem Zusammenhang wurde Görlach auch Senior Advisor des Berggruen Institute of Philosophy and Culture. Im Spätsommer 2016 übergab Görlach den Chefredakteur-Posten bei The European an Oswald Metzger.

### Akademische Tätigkeit
Im Wintersemester 2009/2010 war Görlach Lehrbeauftragter an der Leuphana Universität Lüneburg sowie 2010 Lehrbeauftragter an der Universität Mainz. Im Wintersemester 2011 war Görlach als Lehrbeauftragter an der Zeppelin Universität tätig. Im Wintersemester 2012/2013 lehrte Görlach an der Leuphana Universität Lüneburg zum Themenbereich Politik und Religion. Im Herbst 2014 wurde Görlach als Gastdozent an die US-Universität Harvard eingeladen. Als John F. Kennedy Memorial Short-Term Fellow am Center for European Studies der Universität waren seine Vorlesungsthemen zeitgenössische Debatten in Deutschland und ihr Einfluss auf Europa. Für das akademische Jahr 2015–2016 erhielt Görlach wiederum eine Einladung der Harvard-Universität, um als Visiting Scholar an der Divinity School (theologische Fakultät) im Themenbereich Politik und Religion zu forschen. Seit 2015 ist er zudem Senior Advisor des Berggruen Institute.
Im akademischen Jahr 2016–2017 kehrte Görlach als Visiting scholar an das Center for European Studies der Harvard-Universität zurück. Der Carnegie Council for Ethics in International Relations berief ihn 2017 zum Senior Fellow für Politik und Religion, Demokratie und Gesellschaft im digitalen Zeitalter. Im Mai 2017 besuchte Görlach als Gastprofessor die Fakultät für Sozial- und Politikwissenschaften der Nationalen Autonomen Universität von Mexiko in Mexiko-Stadt. Im Sommer 2017 war er als Gastprofessor an die Universität des Baskenlandes eingeladen. Im akademischen Jahr 2017–18 war er als Gastwissenschaftler in Asien tätig: an der National Taiwan University in Taipeh, der City University of Hong Kong und der Graduate School for International Studies an der Seoul National University in Südkorea. Im Herbst 2017 wurde Görlach zum affiliated professor für das “Defense of Democracy”-Programm der Franklin Delano Roosevelt Foundation ernannt. Im Oster-Trimester 2018 war Görlach Fellow am Center for Research in the Arts, Social Sciences and Humanities (CRASSH) an der englischen University of Cambridge. 2019 wurde er an dieselbe Universität als Senior Research Associate am Cambridge Institute on Religion & International Studies (CIRIS) des Clare College eingeladen.
Von 2020 bis 2022 war er Research Associate am Internet Institute der Universität Oxford.

## Veröffentlichungen
- Alarmstufe Rot – Wie Chinas aggressive Außenpolitik im Pazifik in einen globalen Krieg führt. Hoffmann und Campe, Hamburg 2022. ISBN 978-3-455-01386-3.
- Demokratie. 100 Seiten. Reclam, Ditzingen 2021, ISBN 978-3-15-020580-8
- Brennpunkt Hongkong: Warum sich in China die Zukunft der freien Welt entscheidet. Hoffmann und Campe, Hamburg 2022. ISBN 978-3-455-00968-2.
- Homo Empathicus. Von Sündenböcken, Populisten und der Rettung der Demokratie. Herder Verlag 2019. ISBN 978-3-451-38332-8.
- Der Heilige Stuhl im interreligiösen Dialog mit islamischen Akteuren in Ägypten und der Türkei. Ergon-Verlag, 2007.
- Der Karikaturen-Streit in deutschen Printmedien – eine Diskursanalyse. ibidem-Verlag, November 2009. ISBN 978-3-8382-0005-7
- mit Björn Böhning: Freiheit oder Anarchie – Wie das Internet unser Leben verändert. Vorwärts, 2011, ISBN 978-3-86602-080-1.
- Wir wollen Euch scheitern sehen! Wie die Häme unser Land zerfrisst. Campus, 2014, ISBN 978-3-593-50042-3.